# David Wheater
David James Wheater (Redcar, 14 febbraio 1987) è un ex calciatore inglese, di ruolo difensore.

## Carriera

### Club
Ha giocato 105 partite nella prima divisione inglese ed una partita in UEFA Europa League, oltre a 205 partite nella seconda divisione inglese.

### Nazionale
Ha giocato nella nazionale inglese Under-21.

## Palmarès

### Club

#### Competizioni giovanili
- FA Youth Cup: 1

Middlesbrough: 2003-2004